# Tornidae
Tornidae is een familie van weekdieren uit de klasse van de Gastropoda (slakken).

## Geslachten
- Anticlimax Pilsbry & McGinty, 1946
- Aorotrema Schwengel & McGinty, 1942
- Canimarina Aguayo & Borro, 1946
- Cantaurea Landau, da Silva & Heitz, 2016 †
- Caperella Laseron, 1958
- Circlotoma Laseron, 1958
- Circulter Laseron, 1958
- Circulus Jeffreys, 1865
- Cochliolepis Stimpson, 1858
- Cyclostremiscus Pilsbry & Olsson, 1945
- Discopsis de Folin, 1870
- Discreliotia Laseron, 1958
- Elachorbis Iredale, 1915
- Episcynia Mörch, 1875
- Esmeralda Pilsbry & Olsson, 1952
- Laciniorbis Martens, 1897
- Lantauia Ponder, 1994
- Lophocochlias Pilsbry, 1921
- Lydiphnis Melvill, 1906
- Megatyloma Cossmann, 1888 †
- Moeniatoma Laseron, 1958
- Monodosus Rubio & Rolán, 2016
- Neusas Warén & Bouchet, 2001
- Ovini Simone, 2013
- Panastoma Pilsbry & Olsson, 1945
- Parviturboides Pilsbry & McGinty, 1949
- Peripitoma Laseron, 1958
- Pleuromalaxis Pilsbry & McGinty, 1945
- Ponderinella B. A. Marshall, 1988
- Pseudoliotia Tate, 1898
- Pterolabrella Maxwell, 1969 †
- Pygmaeorota Kuroda & Habe, 1954
- Scissilabra Bartsch, 1907
- Scrupus Finlay, 1926
- Sigaretornus Iredale, 1936
- Solariorbis Conrad, 1865
- Teinostoma H. Adams & A. Adams, 1853
- Tornus Turton & Kingston, 1830
- Uzumakiella Habe, 1958
- Vitridomus Pilsbry & Olsson, 1945
- Vitrinella C. B. Adams, 1850
- Vitrinorbis Pilsbry & Olsson, 1952
- Woodringilla Pilsbry & Olsson, 1951